# Марк МакКлюр
Марк МакКлюр (англ. Marc McClure; нар. 31 березня 1957, Сан-Матео, США) — американський актор.

## Життєпис
МакКлюр з'явився у фільмі 1976 року Шалена п'ятниця. У 2003 році у нього була невелика камео в рімейку цього фільму, Шалена п'ятниця.
Він знявся в церковному відео Університету Бригама Янга The Phone Call 1977 року як Скотт, який працює в Ripples Drive-In. У 1978 році він з'явився у фільмі Хочу тримати тебе за руку, того ж року - у фільмі Повернення додому (фільм, 1978), а в 1980 році з'явився у фільмі Вживані автомобілі, сценаристи обох яких написали Роберт Земекіс і Боб Ґейл. 
Найвідоміша роль МакКлюра — Джиммі Олсен у фільмі Супермен 1978 року та його продовженнях Супермен 2, Супермен 3, Супермен 4: У пошуках миру та у додатковому фільмі «Супердівчина» 1984 року. Він єдиний актор, який знявся в одній ролі у всіх чотирьох фільмах про Супермена та Супердівчині епохи Крістофера Ріва. МакКлюр також зіграв Джиммі Олсена в рекламі лінійки фігурок Kenner Super Powers Collection 1985 року.
МакКлюр зіграв Дейва МакФлая, старшого брата Марті Макфлая у фільмі 1985 року Назад у майбутнє, возз’єднавши його з колегою по фільму Хочу тримати тебе за руку Венді Джо Спербер, а також зі сценаристами Бобом Гейлом і Робертом Земекісом, які написали сценарій і поставили цей фільм, відповідно. МакКлюр повторив роль Дейва Макфлая в сиквелах Назад у майбутнє 2, (хоча його єдина сцена не була включена в кінотеатральну версію) і Назад у майбутнє 3.
Далі знявся у фільмі жахів Похмурі казки прерій (1990), фільмах Волоцюга (1992), Аполлон-13 (1995), Те, що ти робиш! (1996), Тренер Картер (2005), Фрост проти Ніксона (фільм) (2008) та інших.
Він знявся в багатьох телевізійних серіалах, зокрема Once an Eagle, Щасливі дні, Мисливець, Щит і Мертва справа, скетч-шоу Амазонки на Місяці 1987 року.
У відзнаку своєї роботи в повнометражному фільмі «Супермен» МакКлюр з’явився в «Персоні», епізоді сьомого сезону Таємниці Смолвіля каналу CW, де зобразив Дакса-Ура, криптонського вченого, який живе на Землі понад 100 років. Він також з’явився в епізодичній ролі офіцера охорони в’язниці у фільмі Ліга Справедливості у 2017 році. Він також з’являється в режисерській версії Ліга справедливості Зака Снайдера 2021 року в ролі офіцера поліції, який подружився з Лоїс Лейн і якого пізніше врятував Кіборг під час битви з Суперменом, який страждає на амнезію